# Cena Hanzelky a Zikmunda
Cena Hanzelky a Zikmunda (též Cestopis roku – Cena Hanzelky a Zikmunda) je česká literární cena oceňující nejlepší původní český cestopis. Udílí se každoročně od roku 2019 a byla založena u příležitosti stého výročí narození Miroslava Zikmunda.

## Historie a organizace
- Založena v roce 2018, poprvé předána 14. února 2019 na zámku Dobříš.
- Organizačně ji řídí Výbor H+Z – Petr Horký, Miroslav Náplava a Vladimír Kroc. Udílení se tradičně koná v únoru nebo dubnu.

## Kategorie ocenění
Ceny se vyhlašují v těchto kategoriích:
- Nejlepší cestopis roku
- Nejpůjčovanější cestopis z knihoven
- Nejlepší rozhlasová reportáž
- Nejlepší cestovatelská fotografie (ve spolupráci s Czech Press Photo)

## Laureáti podle ročníků
| Rok  | Cestopis roku (hlavní cena)                                        | Nejpůjčovanější cestopis knihoven            |
| ---- | ------------------------------------------------------------------ | -------------------------------------------- |
| 2019 | Ina Píšová – Transsibiřská odysea: Po stopách legionáře Jana Kouby | –                                            |
| 2020 | Lenka Linhartová – Císař ve světě                                  | –                                            |
| 2021 | Stanislav Havlíček – Hlas větru                                    |                                              |
| 2022 | Štěpán a Klára Honovi (rodina Honových) – Náš evropský deník II    | –                                            |
| 2023 | Petr Jan Juračka – Něha Himaláje                                   |                                              |
| 2024 | Jiří Pasz – Páchat dobro                                           | Tomáš Etzler – Novinářem v Číně 2: Nezešílet |